# Srbský dinár
Srbský dinár (srbsky zapsáno latinkou srpski dinar, zapsáno cyrilicí српски динар) je zákonným platidlem v Republice Srbsko. Současný srbský dinár vychází z jugoslávského dináru. Kosovo, které je Srbskem považováno za jeho autonomní oblast, používá jako svou měnu euro.
Jeden dinár je tvořen 100 para. ISO 4217 kód dináru je RSD. Název dinár má srbská měna společný s několika měnami států, které byly v minulosti součástí Osmanské říše.
Srbský dinár není volně směnitelnou měnou.

## Bankovky a mince
- Mince v oběhu mají nominální hodnoty 1, 2, 5, 10 a 20 dinárů. Na každé minci je název měny uveden v obou písmech používaných v Srbsku: latince a cyrilici. Vyjma mince 50 para jsou všechny mince v oběhu v různých variantách – jiné poměry zastoupení chemických prvků, ale i jiné náměty vzhledu.
- Bankovky mají nominální hodnoty 10, 20, 50, 100, 200, 500, 1 000, 2 000 a 5 000 dinárů.

| Srbské bankovky | Srbské bankovky | Srbské bankovky | Srbské bankovky | Srbské bankovky | Srbské bankovky | Srbské bankovky                                  | Srbské bankovky |
| Vyobrazení      | Vyobrazení      | Hodnota         | Rozměry         | Barva           | Barva           | Osobnost                                         | Osobnost        |
| Líc             | Rub             | Hodnota         | Rozměry         | Barva           | Barva           | Osobnost                                         | Osobnost        |
| --------------- | --------------- | --------------- | --------------- | --------------- | --------------- | ------------------------------------------------ | --------------- |
|                 |                 | 10 dinárů       | 62 × 131 mm     |                 | okrově žlutá    | Vuk Stefanović Karadžić – jazykovědec            |                 |
|                 |                 | 20 dinárů       | 64 × 135 mm     |                 | zelená          | Petr II. Petrović-Njegoš – duchovní představitel |                 |
|                 |                 | 50 dinárů       | 66 × 139 mm     |                 | fialová         | Stevan Mokranjac – hudební skladatel             |                 |
|                 |                 | 100 dinárů      | 68 × 143 mm     |                 | modrá           | Nikola Tesla – vynálezce                         |                 |
|                 |                 | 200 dinárů      | 70 × 147 mm     |                 | hnědá           | Nadežda Petrović – malířka                       |                 |
|                 |                 | 500 dinárů      | 70 × 147 mm     |                 | světle zelená   | Jovan Cvijić – rektor bělehradské univerzity     |                 |
|                 |                 | 1000 dinárů     | 72 × 151 mm     |                 | červená         | Đorđe Vajfert – guvernér národní banky           |                 |
|                 |                 | 2000 dinárů     | 74 × 155 mm     |                 | šedá            | Milutin Milanković                               |                 |
|                 |                 | 5000 dinárů     | 76 × 159 mm     |                 | nachová         | Slobodan Jovanović                               |                 |